# Curtis Stinson
Curtis Stinson (ur. 15 lutego 1983 w Nowym Jorku) – amerykański koszykarz, występujący na pozycji rozgrywającego.

## Osiągnięcia
Na podstawie, o ile nie zaznaczono inaczej.
NCAA
- Uczestnik II rundy turnieju NCAA (2005)
- Najlepszy pierwszoroczny zawodnik konferencji Big 12 (2004)[2]
- Zaliczony do:
  - I składu:
    - defensywnego Big 12 (2005, 2006)
    - debiutantów Big 12 (2004)

  - II składu Big 12 (2005, 2006)
  - składu All-Big 12 Honorable Mention (2004)

Drużynowe
- Mistrz D-League (2011)

Indywidualne
- MVP D-League (2011)
- Wybrany do:
  - I składu D-League (2010, 2011)
  - składu All D-League Honorable Mention (2009)
- Uczestnik meczu gwiazd D-League (2010, 2011)
- Lider D-League w asystach (2010, 2011)
- Drużyna Iowa Energy zastrzegła należący do niego numer 10
- Zawodnik:
  - miesiąca D-League (luty, marzec 2011)
  - tygodnia D-League (13.04.2009, 22.02.2010, 24.01.2011, 21.03.2011)
- Drużyna Iowa Energy zastrzegła należący do niego numer 10